# Championnat de Tunisie masculin de volley-ball 2001-2002
Navigation
Saison précédente Saison suivante
Le championnat de Tunisie masculin de volley-ball 2001-2002 est la 47e édition à se tenir depuis 1956. Il est disputé par les dix meilleurs clubs en trois phases : une première phase de classement en aller et retour, une deuxième de play-off et play-out en aller et retour avec respectivement six et quatre clubs, et une troisième de super play-off entre les deux premiers du play-off.
L'Étoile sportive du Sahel conserve le championnat de Tunisie tout en s'adjugeant deux titres africains : la coupe d'Afrique des clubs champions et la coupe d'Afrique des vainqueurs de coupe. Dirigée par Foued Kammoun, l'équipe est composée de Hichem Ben Romdhan, Noureddine Hfaiedh, Slim Chebbi, Chaker Ghezal, Tarek Sammari, Youri Boriskevic, Walid Abbes, Mohamed Ben Sliman, Salem Mejri, Khaled Maaref, Makrem Temimi, Yousri Handous et Mokhles Bassou. Le Club sportif sfaxien, sevré de titres depuis 1988, renoue avec le succès en remportant la coupe de Tunisie au détriment de Étoile sportive du Sahel (3-2).
En bas du tableau, le Fatah Hammam El Ghezaz et l'Étoile olympique La Goulette Kram ne réussissent pas à conserver leur place parmi l'élite. Ils sont remplacés par le Tunis Air Club et l'Avenir sportif de La Marsa.

## Division nationale A

### Première phase
| Rang | Équipe                                | Points | Matchs | Victoires | Défaites |
| 1    | Club olympique de Kélibia             | 34     | 18     | 16        | 2        |
| 2    | Étoile sportive du Sahel              | 33     | 18     | 15        | 3        |
| 3    | Club sportif sfaxien                  | 33     | 18     | 15        | 3        |
| 4    | Saydia Sports                         | 31     | 18     | 13        | 5        |
| 5    | Espérance sportive de Tunis           | 28     | 18     | 10        | 8        |
| 6    | Club sportif de Hammam Lif            | 26     | 18     | 8         | 10       |
| 7    | Aigle sportif d'El Haouaria           | 24     | 18     | 6         | 12       |
| 8    | Union sportive des transports de Sfax | 23     | 18     | 5         | 13       |
| 9    | Étoile olympique La Goulette Kram     | 19     | 18     | 1         | 17       |
| 10   | Fatah Hammam El Ghezaz                | 19     | 18     | 1         | 17       |

### Play-off
| Rang | Équipe                      | Points | Matchs | Victoires | Défaites | Sets pour | Sets contre |
| 1    | Étoile sportive du Sahel    | 19     | 10     | 9         | 1        | 26        | 12          |
| 2    | Club olympique de Kélibia   | 17     | 10     | 7         | 3        | 26        | 15          |
| 3    | Club sportif sfaxien        | 17     | 10     | 7         | 3        | 24        | 17          |
| 4    | Saydia Sports               | 15     | 10     | 5         | 5        | 23        | 19          |
| 5    | Club sportif de Hammam Lif  | 12     | 10     | 2         | 8        | 10        | 25          |
| 6    | Espérance sportive de Tunis | 10     | 10     | 0         | 10       | 5         | 30          |

### Super play-off
- Club olympique de Kélibia - Étoile sportive du Sahel : 1-3
- Étoile sportive du Sahel - Club olympique de Kélibia : 3-0

### Play-out
Les deux derniers rétrogradent en division nationale B.
| Rang | Équipe                                | Points | Matchs | Victoires | Défaites | Sets pour | Sets contre |
| 1    | Union sportive des transports de Sfax | 11     | 6      | 5         | 1        | 17        | 8           |
| 2    | Aigle sportif d'El Haouaria           | 10     | 6      | 4         | 2        | 15        | 10          |
| 3    | Fatah Hammam El Ghezaz                | 9      | 6      | 3         | 3        | 14        | 11          |
| 4    | Étoile olympique La Goulette Kram     | 6      | 6      | 0         | 6        | 1         | 18          |

## Division nationale B
L'accession de l'Étoile olympique La Goulette Kram, la reprise d'activité de l'Association sportive des PTT Sfax après quatre ans et le forfait général de la Mouloudia Sport de Bousalem porte le nombre de clubs à six.

### Première phase
Elle permet de classer les équipes en vue de la deuxième phase.
| Rang | Équipe                            | Points | Matchs | Victoires | Défaites |
| 1    | Tunis Air Club                    | 18     | 10     | 8         | 2        |
| 2    | Avenir sportif de La Marsa        | 18     | 10     | 8         | 2        |
| 3    | Union sportive de Carthage        | 17     | 10     | 7         | 3        |
| 4    | Zitouna Sports                    | 14     | 10     | 4         | 6        |
| 5    | Association sportive des PTT Sfax | 12     | 10     | 2         | 8        |
| 6    | Étoile sportive de Radès          | 11     | 10     | 1         | 9        |

### Deuxième phase

#### Groupe A
- 1er : Avenir sportif de La Marsa
- 2e : Union sportive de Carthage
- 3e : Étoile sportive de Radès

#### Groupe B
- 1er : Tunis Air Club
- 2e : Zitouna Sports
- 3e : Association sportive des PTT Sfax

### Matchs d'accession
Le premier de chaque groupe rencontre le second de l'autre. Les vainqueurs montent en division nationale A.
- Avenir sportif de La Marsa - Zitouna Sports : 3-1 et 3-0
- Tunis Air Club - Union sportive de Carthage : 3-2 et 3-2